# Tatort: Sterben für die Erben
Sterben für die Erben ist ein Fernsehfilm aus der Krimireihe Tatort. Die Folge wurde vom Südwestrundfunk unter der Regie von Lars Montag produziert und erstmals am 1. Juli 2007 im Deutschen Fernsehen ausgestrahlt. Es ist die 670. Folge des Tatorts und 42. Episode mit der Ludwigshafener Ermittlerin Lena Odenthal, der sich dieses Mal auf humorvoll-kriminalistische Weise mit der Problematik von „Erbengemeinschaften“ beschäftigt.

## Handlung
Der wohlhabende Hotelier Karl Grimm führt sein Hotel „Pfalzkrone“ in einem sehr autoritären Stil. Dadurch ist er nicht nur bei seinen Angestellten, sondern auch bei seiner Familie nicht sehr beliebt. Eines Nachts stürzt er über das Treppengeländer seines Hotels und wird am anderen Morgen tot in der Lobby vorgefunden.
Kommissarin Lena Odenthal und ihr Kollege Mario Kopper sollen den Fall übernehmen und zusammen mit der Praktikantin Viktoria Merz ermitteln. Da Kopper später am Tatort erscheint, wird er vom Hotelpersonal für den neuen Koch gehalten. Odenthal gefällt die Idee und so lässt sie ihren Kollegen „von der Küche aus“ agieren.
Schon die ersten Untersuchungen zeigen, dass der Sturz kein Unfall gewesen sein kann. Grimm hinterlässt drei erwachsene Kinder, Heike Martinek, Walter und Pia Grimm, die offensichtlich untereinander zerstritten sind, was sich nun noch verstärkt. Pia wurde schon vor über neun Jahren das Hotel von ihrem Vater überschrieben, doch durch seinen vorzeitigen Tod muss dies rechtsmäßig wieder zurück in die Erbmasse fließen, sodass Heike und Walter wieder einen Anspruch auf ihr Pflichtteil haben. Wenn Pia nun ihre Geschwister auszahlen müsste, würde sie das in akute finanzielle Schwierigkeiten bringen. Damit scheidet sie eigentlich als Täterin aus und Odenthal konzentriert sich auf die vom Tod ihres Vaters profitierenden Geschwister. Allerdings gibt es auch noch ein Ehepaar Müller, das vorzeitig aus dem Hotel ausgecheckt hat und dessen angegebene Adresse nicht stimmt. Bei der Recherche findet Odenthal heraus, dass die Frau eigentlich Hildegard Stiller heißt und in dem Hotel mit einem Mann abgestiegen war, wovon niemand erfahren sollte.
Kopper findet heraus, dass sich Heike Martinek regelmäßig heimlich Unterlagen aus dem Büro ihres Vaters geholt, aber auch immer wieder zurückgebracht hatte. So wie es aussieht, haben die Martineks nach Schwachstellen gesucht, um Pia zum Verkauf des Hotels zu treiben. Heike ist Immobilienmaklerin und hat großes Interesse daran, dass das Grundstück an einen ihrer Kunden verkauft wird. Für die Tatzeit hat sie jedoch ein Alibi und auch Walter Grimm scheidet letztendlich aus dem Täterkreis aus.
Unerwartet gerät Pia Grimm in Verdacht, denn der Familienrechtsanwalt informiert Odenthal darüber, dass Karl Grimm seine Schenkung rückgängig machen wollte. Außerdem hat sie bereits diverse Bilder, die zur Erbmasse gehören, unterschlagen. Als die Ermittler Pia Grimm zur weiteren Befragung mit ins Präsidium nehmen, reagiert ihr Sohn Jonas unerwartet und manipuliert die Gasleitung, sodass unkontrolliert Gas ausströmt. Er hatte im Hotel eher unfreiwillig eine Ausbildung begonnen, möchte aber eigentlich lieber Pilot werden. Odenthal und Kopper können eine Gasexplosion im letzten Moment verhindern und befragen den Jungen. Er erklärt ihnen, dass sein Großvater ein Scheusal und Tyrann gewesen wäre. Er hätte den Streit mitangehört, wonach sein Großvater die Schenkung rückgängig machen wollte und sie alle aus dem Hotel ausziehen sollten. Als er Jonas beim Lauschen erwischte, hätte er ihn gepackt und geschüttelt. Odenthal und Kopper halten es jedoch für unwahrscheinlich, dass er den alten Mann über das Geländer gestoßen hat.
Der Kommissarin findet am Ende ein Testament mit Abschiedsbrief von Karl Grimm, in welchem er erklärt, dass er seit einiger Zeit an Alzheimer leidet und ihm klar geworden ist, dass keines seiner selbstsüchtigen Kinder ihn pflegen würde. Daher wollte er seinem Leben ein Ende setzen und in den Tod springen. Weil keines seiner Kinder ihn bei Krankheit pflegen würde, setzt er als Alleinerben den Verein der Vogelfreunde ein.

## Hintergrund
Der Film wurde vom Südwestrundfunk in Zusammenarbeit mit Maran Film produziert und in Ludwigshafen, Baden-Baden und Pirmasens gedreht.

## Rezeption

### Einschaltquote
7,64 Millionen Zuschauer sahen die Folge Sterben für die Erben in Deutschland bei ihrer Erstausstrahlung am 1. Juli 2007, in der werberelevanten Zielgruppe lag der Marktanteil bei 17,3 Prozent.

### Kritik
Bei welt.de urteilt Franz Solms-Laubach: „Das gute an Odenthal ‚Tatort‘-Sendungen ist normalerweise die verlässliche Qualität, hier kann man sich streiten, ob die Überzeichnung der Figuren und das komödiantische Drehbuch den Tatort wirklich gehoben haben. Man kann ihn schon anschauen, den neuen ‚Tatort‘. Vor allem, wenn man Ulrike Folkerts mal in einer Krimi-Komödie erleben will. Aber es gibt wirklich bessere Folgen mit ihr.“
Die Kritiker der Fernsehzeitschrift TV Spielfilm geben diesem Tatort den Daumen nach oben und meinen: „Launiges Krimikammerspiel mit knochentrocken servierten Bosheiten“ und er sei ein „Detektivspiel mit herrlichen Figuren.“